# کائولینوفو
کائولینوفو شهری در شومن کشور بلغارستان است که جمعیت آن در سال ۲۰۰۱ میلادی ۳٬۰۷۳ نفر بوده‌است.